# Grand Catabathme
Le Grand Catabathme est, dans la géographie de l'Antiquité gréco-romaine, un promontoire dominant la mer Méditerranée, marquant la frontière entre la Cyrénaïque, à l'ouest, et l'Égypte ptolémaïque et romaine à l'est (ou entre le nome libyque à l'ouest et la Marmarique à l'est).
À notre époque, le lieu est situé en Égypte, à proximité de la frontière avec la Libye, à l'ouest du ville de Sollum. On y accède par le col d'Halfaya.
Inversement, le Petit Catabathme est une chaîne de montagnes située à l'est du Grand Catabathme et qui en est le contrefort.

## Nom
En grec ancien, le promontoire est nommé Κατάβαθμος μέγας / Katábathmos mégas, c'est-à-dire « grande descente ». En latin : Cǎtǎbathmǒs mājǒr, Catabathmus magnus. Le Petit Catabathme est nommé Catabathmus minor.
Le géographe Al Idrissi lui donne le nom de عقبة السلوم (`aqabat as-salūm), nom du golfe et de la ville de Sollum[réf. nécessaire].
Son nom actuel est Akabah el-Kebir عقبة الكبير (`aqabat al-kabīr)

## Historique
Le Grand Catabathme est mentionné par plusieurs auteurs antiques : Polybe (Histoires, 31, 26.9), Pline l'Ancien (Histoire naturelle, 5, 5), Mela (De chorographia, 1, 8.2), Orose (Histoires contre les païens, 1, 2) ou encore Salluste (Guerre de Jugurtha, 17, 4). Le géographe grec Strabon, dans sa Géographie, indique au début du Ier siècle qu'il s'agit du point le plus occidental d'Égypte et du point le plus oriental de Cyrénaïque.